# Kono Naka ni Hitori, Imouto ga Iru!
Kono Naka ni Hitori, Imouto ga Iru! (яп. この中に１人、妹がいる！, укр. Хто ж з них моя сестра!) — серія ранобе автора Хадзіме Тагучі. Адаптоване в аніме-серіал виробництва Studio Gokumi, який транслювався з 6 липня по 28 вересня 2012. Ліцензоване Sentai Filmworks для перегляду на Crunchyroll і Anime Network.

## Сюжет
Після смерті батька 17-річний Сього Мікадоно став спадкоємцем величезної корпорації. Проте щоб остаточно вступити в права, він повинен виконати дві умови заповіту покійного батька — закінчити престижну академію і до випуску знайти подругу на все життя, щоб вступити у світ великого бізнесу одруженою та солідною людиною. Будучи нормальним молодим чоловіком, Сього не проти ні того, ні іншого, тим більше що турботлива мати вже зняла синові апартаменти для пошуку дружини. У новій школі дівчата з усіх верств суспільства звернули увагу на заможного хлопця, але виникла проблема.
Мікадоно-молодший дізнався, що у нього є молодша сестра, позашлюбна дитина батька, і вона вчиться в тій же школі. Його батько вмів зберігати таємниці, тому ключів до особистості сестри немає, хіба що приблизний вік відомий. Сама ж вона регулярно й анонімно дзвонить братику по телефону, зізнаючись у коханні. Тепер Сього розуміє, що при всьому своєму багатстві його вибір подружки може перетворитися на величезний скандал. Дівчина ж спецагент, надіслана корпорацією на допомогу майбутньому спадкоємцю, тільки ще більше все заплутала.

## Персонажі
- Сього Мікадоно (яп. 帝野 将悟)

Центральний чоловічий персонаж, майбутній спадкоємець Mikadono Group. Для того щоб взяти під контроль компанію, він повинен закінчити школу, а також знайти собі супутницю життя. Тим не менш, стає складніше, коли він дізнається, що у нього є молодша сестра, яка спостерігає за ним, відвідує ту ж школу та хоче вийти за нього заміж. Це призводить до того, що Мікадоно намагається знайти свою сестру. Сього має шрам на лобі від нещасного випадку в дитинстві, що змусило його втратити свої спогади.
У восьмому томі ранобе показано, що Коное стає його коханкою, і той вже знає про її походження. Тим не менш, в 9 томі з'ясовується, що він не був біологічним сином Кумагоро і таким чином Коное не його родичка.
- Коное Цурума (яп. 鶴眞 心乃枝)

Молода дівчина, яка відвідує ту ж школу, що й Сього, а також перша подруга, яку він зустрів у перший день його нового життя. Вірить у доленосність зустрічей, однокласниця Сього та представник класу. Любить крем-клуби, розповіла пізніше, що була другом дитинства Сього і відчуває себе відповідальною за аварію, через що Мікадоно потрапив у лікарню. Має той же телефон, що й таємнича темна постать у першому епізоді. Пізніше з'ясувалося, що вона була той, хто послав йому торт, фото і фігурку на його день народження.
Закохана в Сього. Телефон, який вона використовувала, був прототипом, розроблений батьком з рідкісною особливістю зміни голосу. У 8 томі ранобе стає коханкою Сього, вона — позашлюбна дочка Кумагору. У 9 томі з'ясовується, що Сього не біологічний син Кумагоруі, таким чином, вона насправді не його кровна сестра.
- Міябі Каннагі (яп. 神凪 雅)

Інша однокласниця Сього й учасниця плавального клубу. Вона зустріла Сього в лікарні, де він лікувався від нещасного випадку, коли її батько займався лікуванням. Коли Сього вперше спробував поговорити з нею на зустрічі в класі, дівчина відмовилася з ним розмовляти. Після цього вона почула його розмову з Коное і, побачивши їх майже у поцілунку, вимагала, щоб він поцілував її.
Коли Каннагі говорить Сього про їх попередні стосунки, зізнається, що закохалася в нього ще дитиною, і разом з Коное була у захваті, дізнавшись про його переведення у школу. Вона є конкурентоспроможною з Коное про бажання вступити у шлюб з Сього. З розвитком сюжету Міябі часто перериває романтичні моменти між Сього і Коное. Наприкінці аніме і 4 тому ранобе вона вважається його сестрою. Тим не менше, в томі 8 ранобе після чергового тесту ДНК виявляється, що Каннагі насправді його кузина. Міябе стає зведеною сестрою Сього, коли її батько і мати Сього вступають в шлюб.
- Рінка Кунітачі (яп. 国立 凜香)

Студентка-першокурсниця, віце-президент студради приватної академії Мірюін, виховувалася в дворянській сім'ї. Після того, як Сього перевівся в Мірюін, Коное називає її «принцесою до глибини душі». Рінка тримає Ману під контролем, дівчина дуже добре танцює. Вона віддалений персонаж за конкуренцію з Сього. Кунітачі розповідає, що директор школи Генда попросив її знайти сестру Сього, так він буде мати важелі при роботі з Mikadono Group.
- Mei Саґара (яп. 嵯峨良芽依)

Третьокурсниця в окулярах, дівчина, яка одягається як відьма. Працює в кафе, яке вона описує як «казкове кафе, де кожен може стати старшим братом або старшою сестрою!» До цієї історії її біологічні батьки відмовилися від неї через математичний інтелект, і була всиновлена університетським професором. Вона жила зі своєю прийомною матір'ю, яка володіла кафе, поки та не померла. Після Мей жила з батьком в Массачусетсі, поки не заробила достатньо грошей, щоб викупити кафе. Вона і Коное мають телефон однієї марки. Пізніше з'ясувалося, що вона знає справжню особистість сестри Сього, але не хотіла їй проблем, тому що вона позашлюбна дитина.
- Юдзуріна Хосьо (яп. 宝生柚璃奈)

Загадкова дівчина, хто робить вигляд, що реальна сестра Сього. Однак насправді вона причина всіх інцидентів, які сталися навколо нього в школі. Її справжнє ім'я — Наюрі Данно, відома колишня дитина-акторка. Найнята конкурентами групи Mikadono, щоб викликати скандал навколо Сього.

## Медіа

### Аніме
Аніме спродюсувала Studio Gokumi, режисер — Муненорі Нава, транслювалося у липні-вересні 2012 р. Опенінг «Choose Me! My Darling» виконує StylipS, ендінг «Heavenly Lover» — Каорі Ісіхара, Аяне Сакура, Аяна Такетацу, Ака Огамі та Ріна Хідака.